# كلجيجك خاتون
كلجيجك خاتون (بالتركية العثمانية: گلچیچک خاتون)‏ (باليونانية: Γκιουλτσιτσέκ Χατούν)‏ Gülçiçek بمعنى تقتح الأزهار)، هي أولى زوجات السلطان العثماني مراد الأول وأم ابنه وولي العهد السلطان بايزيد الأول، وتحمل لقب السلطانة الأم.

## سيرتها

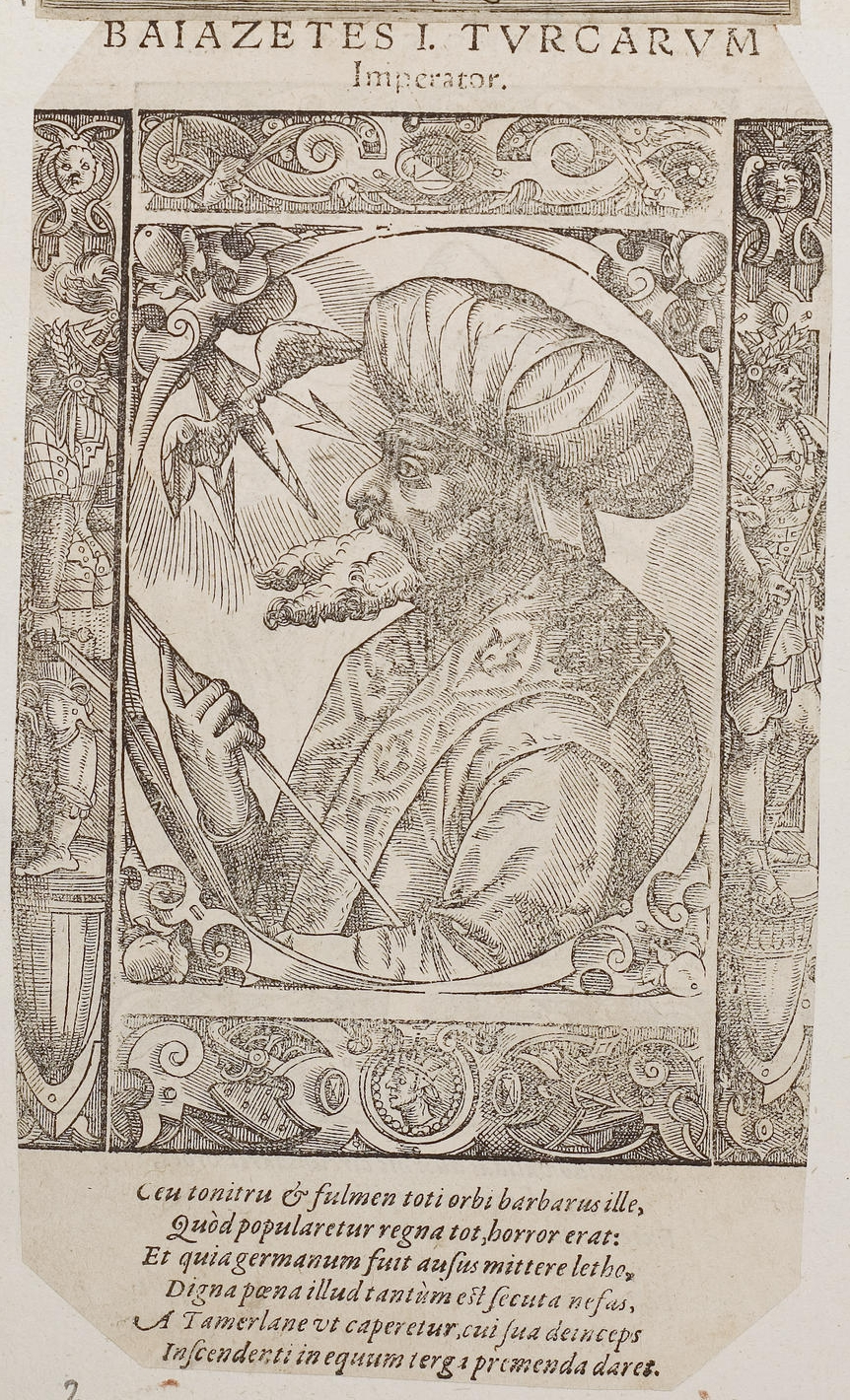
صورة للسلطان العثماني بايزيد الأول ابن جلجيجك خاتون.

وفقا للمصادر العثمانية فإن جلجيجك خاتون كان زوجة أحد أمراء إمارة بني قره سي في الأناضول وهو عجلان بك، غزا السلطان العثماني أورخان غازي إمارة قره سي (ق. 1344)، وكانت أول إمارة إسلامية في الأناضول يضمها العثمانيون إلى أملاكهم، كانت جلجيجك خاتون إحدى سبايا غزوة العُثمانيين لِلإمارة بحسب الظاهر، ونُقلت إلى القصر السُلطاني في بورصة، وعندما وصل مراد الأول بن أورخان غازي إلى مرحلة البلوغ، عرض مراد عليها الزواج فقبلت به أصبحت جلجيجك خاتون من حرمه، واقترح مراد عليها اسمها المعروفة به "جلجيجك"، وتزوجها في 1359.
أنجبت بايزيد الأول وگُندُز بك، أنشأت في حياتها عددًا من المؤسسات الدينية والخيرية، وقامت ببناء مسجد وقبر في مدينة بورصة حيث دفنت فيه.

## مزيد من القراءة
- Peirce, Leslie P., The Imperial Harem: Women and Sovereignty in the Ottoman Empire, Oxford University Press, 1993, (ردمك 0-19-508677-5) (paperback).

- Yavuz Bahadıroğlu, Resimli Osmanlı Tarihi, Nesil Yayınları (Ottoman History with Illustrations, Nesil Publications), 15th Ed., 2009, (ردمك 978-975-269-299-2) (Hardcover).